# Średnia
Średnia – w najogólniejszej wersji dowolna funkcja {\displaystyle \mu (a_{1},\dots ,a_{n})} spełniająca, dla dowolnych {\displaystyle a_{1},\dots ,a_{n},} warunek
{\displaystyle \min(a_{1},\dots ,a_{n})\leqslant \mu (a_{1},\dots ,a_{n})\leqslant \max(a_{1},\dots ,a_{n})}
i jednocześnie niemalejąca ze względu na każdą zmienną {\displaystyle a_{i}.}
Średnie są statystykami stosowanymi jako tzw. miary tendencji centralnej, tzn. wskaźniki pokazujące w jakiś sposób „środek” rozkładu. „Środek” można zdefiniować na wiele sposobów, istnieje też wiele średnich.
Średnimi są w szczególności:
- maksimum
- mediana
- minimum
- średnia arytmetyczna
- średnia arytmetyczno-geometryczna
- średnia geometryczna
- średnia geometryczno-harmoniczna
- średnia harmoniczna
- średnia kwadratowa
- średnia logarytmiczna
- średnia potęgowa
- średnia quasi-arytmetyczna
- średnia ucinana
- średnia ważona
- średnia winsorowska

Zależność pomiędzy średnią arytmetyczną, geometryczną i harmoniczną wyznaczają nierówności Cauchy’ego między średnimi.